# Nicolas Gombert
Nicolas Gombert fou un mestre de capella i compositor francès francoflamenc del segle xvi.
Probablement va néixer a l'entorn de 1495 i morí al voltant de 1560. Els detalls dels primers anys de la seva vida són molt fragmentaris. Fou un dels deixebles més notables de Des Prés i un dels músics més eminents de l'època. Chantre, mestre de capella i mestre dels infants de cor a Brussel·les, el 1537, cridat per Carles I anà a Madrid amb 20 cantors i fou mestre de capella de l'emperador, encara que per poc temps o almenys amb llargs intervals, ja que de 1532 a 1552 residí quasi sempre a Tournai, on tingué càrrecs i prebendes.
Les obres de Gombert es distingeixen dels seus predecessors per una major plenitud en l'escriptura i, segons sembla, reduí la durada dels silencis, alternant-los amb diverses veus. Les seves composicions religioses es consideren com a models de l'antic estil vocal, i quant a les profanes, ofereixen una gràcia i una vivesa notables.
S'han conservat gran nombre d'obres seves:
- dos llibres de Motets a 4 veus, dels que s'han fet nombroses edicions;
- dos llibres a 5 veus (1539 i 1541);
- vuit misses a 4 veus, en les col·leccions d'Attaignat (1532) i d'Escot (1540);
- un llibre de Cançons a 5 i 6 veus, en la col·lecció de Tielman Susato i nombrosos motets en la majoria de les Antologies de l'època.

Entre les seves composicions profanes mereixen una menció especial les titulades Le chant des oiseaux, editada a principis del segle XX per Commer, i La chasse du lièvre.